# Ruolo sergenti
Il Ruolo Sergenti è un ruolo della categoria dei Sottufficiali delle Forze Armate Italiane.
Alimentato esclusivamente attraverso concorso interno per titoli ed esami riservato al ruolo dei Graduati che rispettino i requisiti stabiliti dal bando di concorso, il Ruolo Sergenti è considerato la naturale progressione di carriera per il personale della categoria dei Graduati. 

## Gradi
I gradidi formazione professionale, riservato appunto ai Graduati vincitori di concorso,sdel ruolo sono nell'ordine i seguenti:
| Stato servizio                                                             | Esercito Italiano          | Marina Militare       | Aeronautica Militare       | Carabinieri                        |
| -------------------------------------------------------------------------- | -------------------------- | --------------------- | -------------------------- | ---------------------------------- |
| durante il corso di formazione                                             | allievo sergente           |                       |                            | allievo sovrintendente             |
| al termine del corso di formazione                                         | sergente                   | sergente              | sergente                   | vicebrigadiere                     |
| dopo 4 anni nel grado inferiore                                            | sergente maggiore          | secondo capo          | sergente maggiore          | brigadiere                         |
| dopo 5 anni nel grado inferiore                                            | sergente maggiore capo     | secondo capo scelto   | sergente maggiore capo     | brigadiere capo                    |
| Dopo 3/4/5/6 anni nel grado precedente (in base all'anzianità da sergente) | sergente maggiore aiutante | secondo capo aiutante | sergente maggiore aiutante | brigadiere capo qualifica speciale |

### Riferimenti normativi
- Decreto legislativo 15 marzo 2010, n. 66, in materia di "Codice dell'ordinamento militare" aggiornato.
- Decreto del presidente della Repubblica 15 marzo 2010, n. 90, in materia di "Testo unico delle disposizioni regolamentari in materia di ordinamento militare" aggiornato.

### Testi
- Riccardo Busetto, Il dizionario militare: dizionario enciclopedico del lessico militare, Bologna, Zanichelli, 2004, ISBN 978-88-08-08937-3.